# Galianemys
Galianemys is een geslacht van uitgestorven pleurodire schildpadden binnen de familie Bothremydidae, ontdekt in de Kem Kem-bedden.

## Naamgeving
Het geslacht Galianemys is in 2002 benoemd door Eugene S. Gaffney, Tong Haiyan en Peter Andre Meylan. De geslachtsnaam eert Henry Galiano, wiens geldelijke ondersteuning het American Museum of Natural History in staat stelde schildpadfossielen te verwerven van de illegale fossielenhandel. De typesoort is Galianemys emringeri waarvan de soortaanduiding Gilles Emringer eert van wie Galiano het fossiel kocht, holotype AMNH 29985, een schedel. Verschillende andere specimina zijn aan de soort toegewezen.
Als tweede soort werd in 2002 Galianemys whitei benoemd waarvan de soortaanduiding Richard S. White eert die het holotype AMNH 29987, een schedel, aan het AMNH schonk. Ook aan deze soort zijn meerdere specimina toegewezen.

## Beschrijving
Een onderscheidend kenmerk van Gallianemys is dat het jukbeen ver naar achteren van de oogkasrand gedrongen wordt door een breed raakvlak tussen bovenkaaksbeen en postorbitale.
G. emringeri verschilt van G. whitei in enkele kenmerken. De beennaad tussen prefrontale en voorhoofdsbeen is vooraan bol in plaats van recht. Er is weinig of geen contact tussen jukbeen en verhemeltebeen. Het jukbeen levert geen bijdrage aan het maalvlak van het verhemelte. Het maalvlak is plat. De buitenste richel van het verhemelte is dikker. Het anthrum postoticum is groter. Het prooticum heeft een overhangende rand die van onderen doorboord wordt door het foramen nervi facialis. Er is een diepe fossa pterygoidea. Het foramen nervi vidiani is van onderen zichtbaar. Het foramen posteriore canalis carotici interni wordt voornamelijk door het basisfenoïde gevormd met weinig of geen bijdrage van het pterygoïde.

## Fylogenie
Galianemys is in 2002 in de Cearachelyini geplaatst.